# Diócesis de Venice
La diócesis de Venice (en latín: Dioecesis Venetiae in Florida y en inglés: Roman Catholic Diocese of Venice) es una circunscripción eclesiástica de la Iglesia católica en Estados Unidos. Se trata de una diócesis latina, sufragánea de la arquidiócesis de Miami. Desde el 19 de enero de 2007 su obispo es Frank Joseph Dewane.

## Territorio y organización

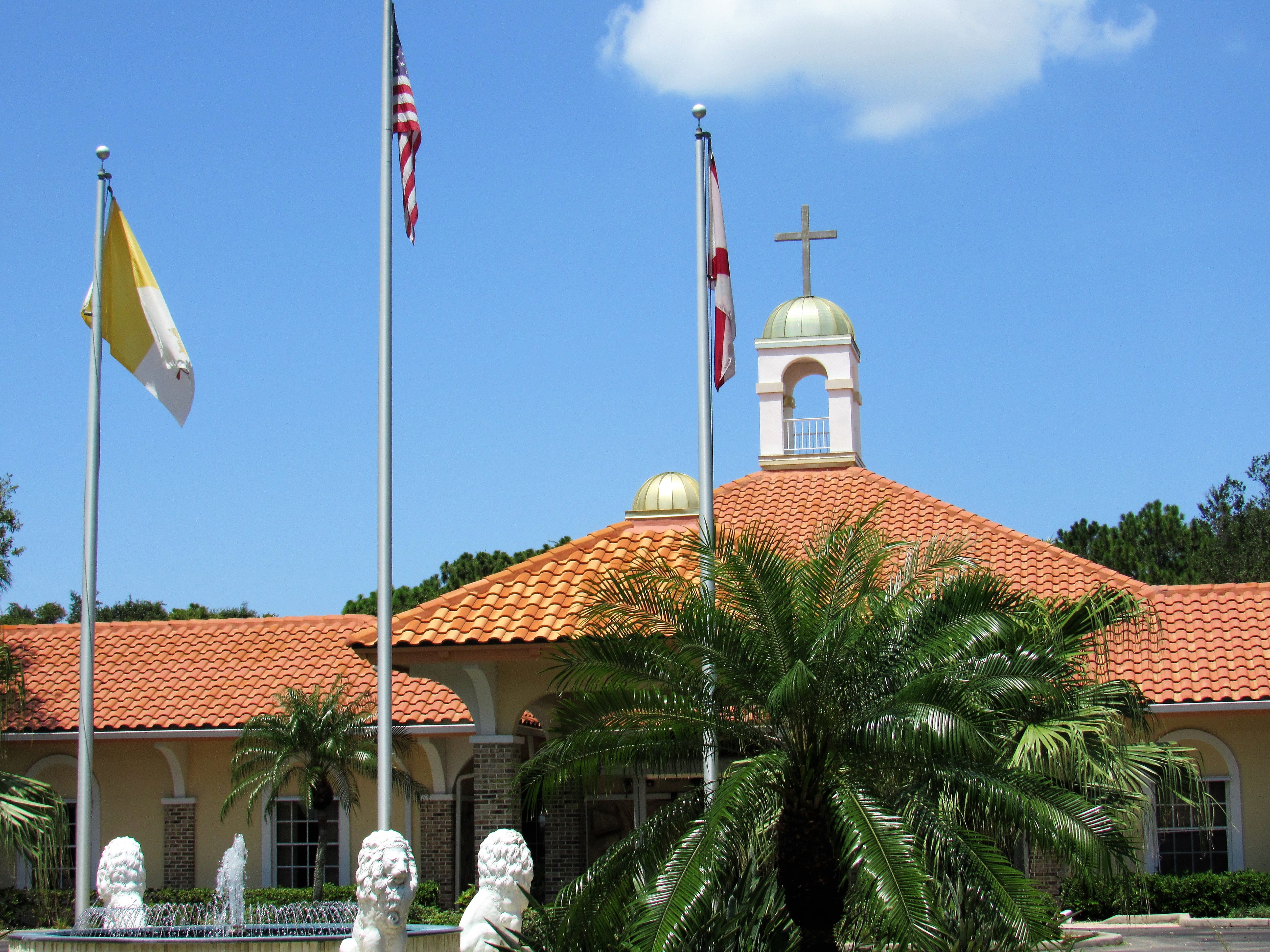
El Pastoral Center de Venice

La diócesis tiene 22 685 km² y extiende su jurisdicción sobre los fieles católicos de rito latino residentes en 10 condados del estado de Florida: Charlotte, Collier, DeSoto, Glades, Hardee, Hendry, Highlands, Lee, Manatee y Sarasota.
La sede de la diócesis se encuentra en la ciudad de Venice, en donde se halla la Catedral de la Epifanía.
En 2020 en la diócesis existían 61 parroquias.

## Historia
La diócesis fue erigida el 16 de junio de 1984 con la bula Postulat quandoque del papa Juan Pablo II, obteniendo el territorio de la arquidiócesis de Miami y de las diócesis de Orlando y San Petersburgo.

## Estadísticas
Según el Anuario Pontificio 2021 la diócesis tenía a fines de 2020 un total de 239 833 fieles bautizados.
| Año                                                                             | Población            | Población | Población      | Sacerdotes | Sacerdotes    | Sacerdotes    | Bautizados por sacerdote | Diáconos permanentes | Religiosos | Religiosos | Parroquias |
| Año                                                                             | Bautizados católicos | Total     | % de católicos | Total      | Clero secular | Clero regular | Bautizados por sacerdote | Diáconos permanentes | Varones    | Mujeres    | Parroquias |
| ------------------------------------------------------------------------------- | -------------------- | --------- | -------------- | ---------- | ------------- | ------------- | ------------------------ | -------------------- | ---------- | ---------- | ---------- |
| 1990                                                                            | 143 707              | 1 133 000 | 12.7           | 177        | 125           | 52            | 811                      | 26                   | 69         | 147        | 46         |
| 1999                                                                            | 175 216              | 1 421 844 | 12.3           | 171        | 94            | 77            | 1024                     | 15                   | 21         | 139        | 50         |
| 2000                                                                            | 177 664              | 1 429 233 | 12.4           | 223        | 148           | 75            | 796                      | 63                   | 101        | 130        | 51         |
| 2001                                                                            | 181 941              | 1 453 244 | 12.5           | 234        | 160           | 74            | 777                      | 63                   | 101        | 121        | 51         |
| 2002                                                                            | 199 748              | 1 617 150 | 12.4           | 242        | 167           | 75            | 825                      | 73                   | 104        | 114        | 51         |
| 2003                                                                            | 216 596              | 1 680 560 | 12.9           | 237        | 165           | 72            | 913                      | 76                   | 98         | 112        | 54         |
| 2004                                                                            | 217 585              | 1 718 925 | 12.7           | 244        | 168           | 76            | 891                      | 76                   | 103        | 116        | 54         |
| 2010                                                                            | 245 000              | 1 975 000 | 12.4           | 266        | 200           | 66            | 921                      | 96                   | 152        | 90         | 57         |
| 2014                                                                            | 253 600              | 2 057 000 | 12.3           | 242        | 179           | 63            | 1047                     | 23                   | 78         | 75         | 59         |
| 2017                                                                            | 236 895              | 2 168 900 | 10.9           | 217        | 165           | 52            | 1091                     | 32                   | 67         | 59         | 61         |
| 2020                                                                            | 239 833              | 2 367 107 | 10.1           | 223        | 173           | 50            | 1075                     | 23                   | 56         | 50         | 61         |
| Fuente: Catholic-Hierarchy, que a su vez toma los datos del Anuario Pontificio. |                      |           |                |            |               |               |                          |                      |            |            |            |

## Episcopologio
- John Joseph Nevins † (17 de julio de 1984-19 de enero de 2007 retirado)
- Frank Joseph Dewane, por sucesión el 19 de enero de 2007